# Muna Mubarak
Muna Mubarak (* 6. Juli 2000) ist eine bahrainische Leichtathletin, die sich auf den Sprint spezialisiert hat.

## Sportliche Laufbahn
Erste internationale Erfahrungen sammelte Muna Mubarak im Jahr 2022, als sie bei den Islamic Solidarity Games in Konya mit 52,41 s in der ersten Runde im 400-Meter-Lauf ausschied und mit der bahrainischen 4-mal-400-Meter-Staffel in 3:33,65 min die Goldmedaille gewann. Zudem siegte sie in 3:17,40 min auch in der Mixed-Staffel. Im Jahr darauf gewann sie bei den Asienspielen in Hangzhou mit 3:27,65 min gemeinsam mit Kemi Adekoya, Zenab Moussa Ali Mahamat und Salwa Eid Naser mit der Frauenstaffel.

## Persönliche Bestzeiten
- 400 Meter: 52,41 s, 8. August 2022 in Konya